# Вандејлија (Илиноис)
Вандејлија (енгл. Vandalia) град је у америчкој савезној држави Илиноис. По попису становништва из 2010. у њему је живело 7.042 становника.

## Демографија
Према попису становништва из 2010. у граду је живело 7.042 становника, што је 67 (1,0%) становника више него 2000. године.
| Група             | 2000.         | 2010.         |
| Белци             | 5.747 (82,4%) | 5.788 (82,2%) |
| Афроамериканци    | 1.047 (15,0%) | 954 (13,5%)   |
| Азијати           | 21 (0,3%)     | 23 (0,3%)     |
| Хиспаноамериканци | 119 (1,7%)    | 205 (2,9%)    |
| Укупно            | 6.975         | 7.042         |